# Undercover (série télévisée)
Pour les articles homonymes, voir Undercover.
Undercover est une série télévisée belgo-néerlandaise en trois saisons de dix épisodes de cinquante minutes chacune pour les 2 premières, de 8 épisodes pour la 3e, diffusée du 24 février 2019 au 28 avril 2019 sur Één. La série a également été diffusée sur la chaîne francophone La Deux du 2 avril 2019 au 30 avril 2019, sur Canal+ à partir du 8 août 2019 et en Allemagne sur ZDFneo. Elle est disponible sur Netflix.
L'intrigue tourne autour d'une histoire inspirée d'événements de la vie réelle, où des policiers  infiltrent le clan d'un chef de file de la drogue dans le Limbourg, province belge limitrophe des Pays-Bas. L'infiltration est exécutée par deux agents, Bob Lemmens (Tom Waes) et Kim de Rooij (Anna Drijver), qui viennent habiter en couple au camping où le roi de la drogue passe ses week-ends.

## Synopsis

### Saison 1
La police fédérale belge est sur la piste d'un des plus grands cartels de MDMA à la tête duquel se trouve le Néerlandais Ferry Bouman. Ce dernier passe son temps, malgré sa fortune, dans le simple chalet d’un camping populaire à Lommel dans la province de Limbourg, en Belgique. Bouman semble insaisissable, mais les polices belge et hollandaise décident d'unir leurs forces afin de l’arrêter. Elles installent leurs deux meilleurs agents respectifs - le Belge Bob Lemmens et la Hollandaise Kim De Rooij – sous couverture (undercover en anglais), camper non loin du chalet de Bouman, en se faisant passer pour un couple. Il s'agit de s'infiltrer dans la vie du criminel, de gagner sa confiance et le prendre en flagrant délit.

### Saison 2
Après les évènements de la saison précédente, Kim De Rooij quitte la police et devient journaliste. Elle enquête sur un trafic d’armes international et conduit Bob, toujours policier, jusqu’à une piste :  la famille Berger, qui en apparence dirige un manège de chevaux, semble impliquée dans le trafic d'armes. Bob, aidé par une autre policière infiltrée, tente de sympathiser avec les frères Laurent et Jean-Pierre Berger, qui possèdent aussi une société de transports faisant de l'import-export. Pendant ce temps, Ferry Bouman cherche à se venger de Bob depuis sa prison.

### Saison 3
On demande à Bob de démasquer une taupe qui travaille pour la police et transmet des informations à un gang de trafiquants de drogue turc. Tout cela officieusement, car il n’est plus un agent infiltré. Au cours de son enquête initiale, il tombe sur Ferry, qui tente de faire des affaires avec le gang. Bob prend des photos de l’événement, sachant que Ferry viole les règles de sa libération conditionnelle. À l'aide d'un chantage, Bob peut convaincre Ferry de coopérer et d’infiltrer le gang turc ensemble. Une collaboration qui s'avèrera compliquée.

## Préquelles
Une présuite (ou préquelle) a été diffusée en 2021 sous forme d'un film intitulé Le Mauvais Camp. Celui-ci a été suivi en 2023 par une série intitulée Le Mauvais Camp : la série (qui se passe avant les évènements contés dans  Undercover).

## Distribution
- Tom Waes (VFB : Michelangelo Marchese) : Bob Lemmens / Tom Bogaert (en version originale Peter Bogaert)
- Anna Drijver (VFB : Hélène Van Dyck) : Kim Deroy (en version originale Kim de Rooij) / Anouk
- Frank Lammers (VFB : Jean-François Rossion) : Eddy Beaumont[1] (en version originale Ferry Bouman)
- Elise Schaap (VFB : Marie-Noëlle Hébrant) : Danielle Beaumont (en version originale Danielle Bouman)
- Manou Kersting (VFB : Martin Spinhayer) : Nick Janssens (19 ép.)
- Emma Verlinden (VFB : Clara Mullenaerts) : Polly Lemmens (15 ép.)
- Robbie Cleiren (VFB : Simon Duprez) : Marc Geverss (14 ép.)
- Katrien De Ruysscher (VFB : Delphine Moriau) : Liesbeth Mertens (12 ép.)
- Lieke van den Broek (VFB : Marie-Line Landerwijn) : Sonja van Kamp (11 ép.)
- Warre Verlinden (VFB : Clara Mullenaerts) : David Lemmens (9 ép.)
- Nina Mensch (VFB : Clara Mullenaerts) : Jezebel van Kamp (7 ép.)
- Begir Memeti (VFB : Stany Mannaert) : Kris Muylaert (5 ép.)
- Katelijne Verbeke (VFB : Jaklin Corman) : Francine (S1E01 & S2E03)
- Stefan Perceval (VFB : Clara Mullenaerts) : Ludo (S1E02 & S2E03)

### Saison 1
- Raymond Thiry (VFB : Jean-Marc Delhausse) : John Zwart (10 ép., saison 1)
- Huub Smit (VFB : Gaël Sodron) : Dennis de Vries (7 ép., saison 1)
- Sara De Bosschere (VFB : Valérie Lecot) : Lena Vandekerckhove (7 ép., saison 1)
- Kevin Janssens (VFB : Pierre Lognay) : Jurgen van Kamp (6 ép., saison 1)
- Kris Cuppens (VFB : Laurent Van Wetter) : Walter Devos (6 ép., saison 1)
- Lukas De Wolf (VFB : Cédric Cerbara) : Ray Rogiers (4 ép., saison 1)
- Christine Verheyden (VFB : Lise Leclercq) : Wendy (4 ép., saison 1)
- Sara Gracia Santacreu (VFB : Jaklin Corman) : Daisy (3 ép., saison 1)
- Charlotte Timmers (VFB : Lise Leclercq) : Chantal (3 ép., saison 1)
- Michael Pas (VFB : Olivier Prémel) : Gino Maldini (3 ép, saison 1)
- Benny Claessens (VFB : Cédric Cerbara) : Filip Simons (S1E01 & S1E10)
- Nico Ehrenteit (VFB : Bruno Mullenaerts) : Bastian Gerlach (S1E04 & S1E06)
- Tim Haars (VFB : Olivier Francart) : Remco Van Dingenen (S1E01)
- Tibo Vandenborre (VFB : Michel Hinderyckx) : Redwan (S1E04)
- David Nuyts (VFB : Didier Colfs) :  Frank Goossens (S1E04)

### Saison 2
- Sanne-Samina Hanssen (VFB : Séverine Cayron) : Lisa de Wit / Sharon (S2E02 & S2E03)
- Barbara Sloesen (VFB : Lise Leclercq) : Julia (S2E06)
- Ruth Becquart : Nathalie Geudens
- Wim Willaert : Laurent Berger
- Sebastien Dewaele	: Jean-Pierre Berger
- Chris Lomme : Yvette Berger (Tata Bobonne)

### Saison 3
- Nazmiye Oral : Leyla Bulut
- Murat Seven : 	Serkan Bulut
- Gökhan Girginol : Timur Korkmaz

## Version française
- Société de doublage : Khobalt
- Direction artistique : Bruno Mullenaerts
- Adaptation des dialogues : Sophie Servais

## Tournage
Certaines scènes ont été tournées à Saint-Malo en Ille-et-Vilaine.

## Épisodes

### Première saison (2019)
1. Camping Zonnedauw (Camping Zonnedauw)
2. Hypersensible (Hoogsensitief)
3. Mode et drogue à l'italienne (Italian Designer Drugs)
4. Mon légionnaire (Legio Patria Nostra)
5. Passer la frontière (Over de grens)
6. Sirènes (Sirenes)
7. Gueule de flic (De kop van die wout)
8. Nouveau Monde (Nouveau Monde)
9. Toucher le fond (Bodem)
10. Showtime (Showtime)

### Deuxième saison (2020)
1. El Dorado (El Dorado)
2. Le Pentagone (Pentagon)
3. Soldiers of Love (Soldiers of Love)
4. Cheval de Troie (Trojan Horse Power)
5. La Revolución (Revolución)
6. Victor (Victor)
7. Enricochet (Enriochet)
8. Mensonges (Roadblock)
9. Reconstruction (Reconstructie)
10. L'Assaut Final (Oorlog)

### Troisième saison (2021)
1. Mauvais œil (Boze Oog)
2. Les Bonnes Affaires Du Festival Shop (Festival Shop Super Sales)
3. Un Problème De Confiance (Trust Issues)
4. Pension Complète (All-in Resort)
5. Sale Temps Pour Les Taupes (Rat in the kitchen)
6. Pater Familias (Pater Familias)
7. Irréparable (Total Loss)
8. Fin De Partie (Showdown)

## Distinctions
La série est nommée au Festival Canneséries 2018.

### Revue de presse
- Emilie Semiramoth, « Plaisir extatique. La série belgo-flamande Undercover, présentée lors de la première édition du festival Canneséries en 2018, ne manque pas d'atouts. », Télécâble Sat Hebdo no 1526, SETC, Saint-Cloud, 29 juillet 2019, p. 9,  (ISSN 1630-6511)
- Jérémy Mingot, « Undercover (myCANAL) : une série belge unique en son genre », Actualités, sur Télé-Loisirs, 8 août 2019 (consulté le 26 juillet 2020).
- Antoine Droux (Sujet radio) et Lara Donnet (Adaptation web), « "Undercover", la série belge qui raconte l'ecstasy au camping », Cinéma, sur rts.ch, 28 février 2020 (consulté le 3 août 2020).